# ブルース・キャボット
ブルース・キャボット（Bruce Cabot, 本名：Étienne Pelissier Jacques de Bujac、1904年4月20日 - 1972年5月3日）は、アメリカ合衆国の俳優。
ニューメキシコ州カールズバッド出身。デヴィッド・O・セルズニックに見出され、1931年にデビュー。
1933年、『キングコング』の主人公ジャック・ドリスコル役で知られるようになる。その後は主に西部劇で活躍し、特にジョン・ウェイン主演作に多く出演した。
1972年5月3日、肺癌のため死去。68歳。

## 主な出演作品
- 山荘の殺人 The Roadhouse Murder (1932)
- キング・コング King Kong (1933)
- 空飛ぶ悪魔 Flying Devils (1933)
- ギャング撲滅 Let 'Em Have It (1935)
- 情無用ッ! Show Them No Mercy! (1935)
- ロビン・フッドの復讐 The Robin Hood of El Dorado (1936)
- 激怒 Fury (1936)
- モヒカン族の最後 The Last of the Mohicans (1936)
- 悪漢の町 The Bad Man of Brimstone (1937)
- 無法者の群 Dodge City (1939)
- 海洋児 Captain Caution (1940)
- 焔の女 The Flame of New Orleans (1941)
- 砂丘の敵 Sundown (1941)
- 硝煙のダコタ Wild Bill Hickok Rides (1942)
- 賭博の女王 Silver Queen (1942)
- 堕ちた天使 Fallen Angel (1945)
- 傷だらけの勝利 Salty O'Rourke (1945)
- 拳銃無宿 Angel and the Badman (1947)
- テキサス警備隊 The Gallant Legion (1948)
- 腰抜け顔役 Sorrowful Jones (1949)
- 西部を駆ける勇者 Rock Island Trail (1949)
- 腰抜け千両役者 Fancy Pants (1950)
- 荒野の三悪人 Best of the Badmen (1951)
- キッド・モンク・バローニ Kid Monk Baroni (1952)
- 海底の争奪 Il tesoro di Rommel (1955)
- 静かなアメリカ人 The Quiet American (1958)
- 不死身の保安官 The Sheriff of Fractured Jaw (1958)
- 見よ触れるなかれ Guardatele ma non toccatele (1959)
- 大海戦史 John Paul Jones (1959)
- 鉄腕ゴライアス 蛮族の恐怖 Il terrore dei barbari (1959)
- コマンチェロ The Comancheros (1961)
- ハタリ! Hatari! (1962)
- マクリントック McLintock! (1963)
- 早射ちロジャース Law of the Lawless (1963)
- 危険な道 In Harm's Way (1965)
- 黒い拍車 Black Spurs (1965)
- キャット・バルー Cat Ballou (1966)
- 勇者の街 Town Tamer (1965)
- 逃亡地帯 The Chase (1966)
- 戦う幌馬車 The War Wagon (1967)
- グリーン・ベレー The Green Berets (1968)
- ヘルファイター Hellfighters (1968)
- 大いなる男たち The Undefeated (1969)
- チザム Chisum (1970)
- 100万ドルの血斗 Big Jake (1971)
- 007 ダイヤモンドは永遠に Diamonds Are Forever (1971)